# 橋本修 (英語学者)
橋本 修（はしもと おさむ、1895年-1990年）は、英語・英文学者。

## 概要
東京外国語学校英語科卒。拓殖大学教授、大倉高等商業学校（現東京経済大学）教授、髙島屋飯田株式会社顧問、明治大学経営学部教授、66年定年退任、名誉教授、68年「外国貿易商務論」で明大商学博士。国士舘大学教授、和光大学教授。商業英語について多くの著作があり、文学でもトマス・ハーディを研究した。

## 著書
- 『ニユー・イングリツシユ・コンマーシヤル・コルレスポンデンス』同文館 1926
- 『最近外国貿易実践提要』松邑三松堂 1930
- Facsimile Commercial Documents for Foreign Trade Practice 松邑三松堂 1932
- 『英文和訳精解 公式的分類・構文解説 高等専門学校入学試験問題』文憲堂 1934
- Practical Business CorrespondenceRev. ed.文憲堂 1941
- 『新商業英語通信』愛育社 1947
- 『ニュー・エイヂ・ビヂネス・コレスポンデンス』同文館 1948
- 『分り易い商業英語手紙の書き方』3版.七星社 1948
- 『新英文解釈法 公式応用』3版.七星社 1949
- 『事務能率読本』昭和経済研究所 1949
- 『米英貿易語辞典』編 同文館 1949
- 『貿易実務外国電報』同文館 1951
- 『実践商業英語通信』文憲堂七星社 1951
- 『解り易い新商業英語通信』文憲堂七星社 1951
- 『商業米英語通信文ハンドブック』同文館 1952
- 『最新外国貿易実務概説』文憲堂七星社 1954
- 『新英文解釈のこつ 大学入試必携 基礎的研究・公式応用』文憲堂七星社 1954
- 『貿易実務最新和英コレスポンデンス辞典 最新和英商業通信文辞典』紀元社出版 1954
- 『最新米英語商業通信文』同文館 1955
- 『米英商業通信文講話』同文館 1956
- 『英語史概論』千城書店 1958
- 『最新商業英語通信文』文憲堂七星社 1958
- 『トマス・ハーディ研究』千城書店 1958
- 『概説新貿易実務講座』文憲堂七星社 1965
- 『効果のある商業英語通信文』文憲堂七星社 1966
- 『新商業米英語通信文ハンドブック』同文館出版 1966
- 『能率ある商業英語通信文』興文社 1968
- 『外国貿易商務論』同文館出版 1969
- 『新商業貿易英和和英辞典』同文館出版 1977

共著
- 『英語商業書翰文研究』ティ・ジョーンズ共著 同文館 1926

翻訳
- アーサー・コナン・ドイル『英雄ナポレオン陣中物語』抄訳 文憲堂 1944

## 注
1. ↑  国会図書館の記載による
2. ↑  『新商業米英語通信文ハンドブック』著者紹介